# Nebulosa Boomerang
La nebulosa Boomerang es una protonebulosa planetaria en la constelación de Centaurus que se encuentra a unos 5000 años luz de distancia de la Tierra.
Es una estrella —o sistema estelar— evolucionando hacia la fase de nebulosa planetaria.
Llamada así por Keith Taylor y Mike Scarrot en 1980 cuando la observaron con el Telescopio Anglo-Australiano, los astrónomos apenas vieron una ligera asimetría en los lóbulos, lo que sugería una forma curvada similar a un bumerán (boomerang en inglés). La imagen de mucha mayor resolución obtenida con el telescopio espacial Hubble la muestra como una nebulosa bipolar, por lo que también ha recibido el nombre de nebulosa de la Pajarita.
La nebulosa Boomerang es uno de los objetos peculiares del universo. En 1995, utilizando el Telescopio Submilimétrico del European Southern Observatory, se descubrió que su temperatura es de tan solo 1 K (-272 °C) —un grado por encima del cero absoluto—, la temperatura más fría conocida fuera de un laboratorio. Es el único objeto conocido con una temperatura inferior a la radiación de fondo de microondas.
La nebulosa se formó por el gas expulsado por su estrella central. La estrella ha estado perdiendo materia a razón de una milésima de la masa solar cada año durante al menos 1500 años. Ello supone un ritmo de pérdida de masa entre 10 y 100 veces mayor que en otros objetos similares. El gas se expande a una gran velocidad (164 km/s), lo que causa la baja temperatura. Asimismo existe una capa interna que se expande a 35 km/s, que puede ser el resultado de la expulsión de una envoltura común por parte de una estrella binaria central.
La nebulosa Boomerang ha sido identificada como el sitio más frío en el universo. A tan solo 5000 años luz de distancia de la Tierra, esta formación de gas tiene una temperatura promedio de -270 °C, pero en algunos lugares alcanza los -272 °C, a tan solo un grado de la temperatura teóricamente más fría que, según las leyes de la Física, no se puede alcanzar: el cero absoluto.

## El lugar más frío del universo
En 1995 se descubrió esta nube de gas, procedente de una estrella muerta y se la nombró por su peculiar forma de boomerang, aunque en la actualidad parece más un arco. Al apuntar un telescopio de ondas submilimétricas al objeto los astrónomos se percataron que emitía ondas extremadamente frías, tanto que superaron a la radiación que dejó el Big Bang, que era lo más frío conocido por la ciencia hasta entonces, ya que alcanza una temperatura de -270 grados centígrados, apenas de un grado por encima del cero absoluto.
Lo cierto es que la actual forma de la nebulosa es una ilusión. Se utilizó el radiotelescopio ALMA para descubrir que su verdadera forma es casi esférica, debido a las moléculas de monóxido de carbono que se esparcen a través del polvo y gas que la conforman.
El ALMA se encuentra ubicado en el desierto de Atacama, en la región norte de Chile. En esta zona de la Tierra la atmósfera es lo suficientemente clara y delgada para poder hacer observaciones astronómicas. Es el telescopio más poderoso de su tipo en todo el planeta.